# Павле Брановић
Павле (грч. Παυλος) је био српски кнез из династије Властимировића, која је у Кнежевини Србији владала од 7. до 10. века. Право на српски престол полагао је као унук кнеза Мутимира. На власт је дошао око 917/918. године, уз подршку бугарског цара Симеона (893—927). Потом је обновио добре односе са Византијом, услед чега је дошао у сукоб са бугарским царем. Власт је изгубио око 921/924. године, а наследио га је рођак Захарија Прибислављевић.

## Порекло и породица
Павле је рођен током осме деценије IX века, највероватније између 870. и 874. године, када се узима да су рођени први српски принчеви, који носе хришћанска имена (Стефан, Павле и Петар). Његов отац Бран, био је средњи син кнеза Мутимира, најстаријег сина кнеза Властимира. У борбама око власти, који су захватили Србију после Мутимирове смрти 891/892. године, Павлов отац Бран је 895/896. године покушао да из Хрватске освоји власт. Он је у сукобу са Петром Гојниковићем поражен и заробљен, након чега је ослепљен.

## Владавина
Константин Порфирогенит као титулу кнеза Павла и других припадника династије Властимировића користи античкогрчки термин архонт, за који се сматра да у случају српских владара одговара титули кнеза. Бугарско-византијски сукоби почетком X века, утицали су и на политичке прилике у тадашњој Србији. Бугарски цар Симеон Велики је збацио 917/918. године свог кума Петра Гојниковића са власти, због његових наводних веза са Византијом и на његово место поставио Павла Брановића, у покушају да осигура свој утицај у Србији. Византијски цар Роман Лакапин (919—949) је послао 921. године војску предвођену Захаријом Прибислављевићем, Павловим братом од стрица и сином Мутимировог најстаријег сина и наследника Прибислава да свргну Павла са власти. У борбама која су уследиле, Захаријине трупе су поражене, а он сам је заробљен и послан у Бугарску, као заробљеник.
Међутим, политичке прилике на Балкану, навеле су Павла да промени своју политику и приближи се Византији. Овај његов потез, приморао је Симеона да поново војно интервенише у Србији и поново изврши промену на српском престолу. На челу бугарске војске, он је 921/924. године послао некадашњег византијског штићеника Захарију, који се налазио у бугарској тамници. Није познато да ли је до борбе уопште дошло, али је извесно да је Захарија успео да преузео власт, док даља Павлова судбина није позната.

## Извори и литература

### Викизворник
- Константин Порфирогенит, „De administrando Imperio“ (О управљању Царством) (глава 32)